# 量子化 (物理学)
物理学において、量子化（りょうしか、英: quantization）とは、古典力学では連続量として理解されていた物理現象を、量子ひとつひとつの集合体である離散的な物理現象として解釈し直すことである。ここでは、場の量子化についても言及する。

## 概要
量子化は、古典力学から量子力学を構築するための手順である。さらに一般化すると、場の古典論から始めて場の量子論を構築する手続きである。例えば、"電磁場の量子化"においては、場の"量子"として光子（光量子）が現れる。量子化は、素粒子物理学、原子核物理学、凝縮系物理学、および量子光学の理論の基礎となる手順である。

## 量子化の方法
量子化は、古典的な場を場の理論の量子状態に作用する演算子へと変換する。最も低いエネルギー状態は真空状態 (en) と呼ばれ、これは非常に複雑なものである。古典理論を量子化する目的に、量子振幅 (en) の計算を通して、物質や粒子の性質を推定することがある。そのような計算には繰り込みと呼ばれる巧妙なテクニックが用いられる。これを用いなければ、さまざまな振幅内に無限大が現れるといったように無意味な結果が現れることがよくある。量子化手続きを完全に行うには繰り込みを実行する方法が必要とされる。
場の理論の量子化のために開発された最初の手法は正準量子化である。これは十分に単純な理論の上で実行するのが非常に容易ではあるが、他の量子化の方法が量子振幅の計算のためのより有効な手続きとなる状況が多く存在する。それでも、正準量子化の使用は場の量子論の解釈に依然有用である。

### 正準量子化
場の理論の正準量子化は古典力学から量子力学を構築するのと類似した方法である。古典的な場は正準座標と呼ばれる力学変数として扱われ、その時間微分は正準運動量である。これらの間の交換関係は、量子力学における粒子の位置と運動量の間の交換関係と全く同じものである。技術的には、生成消滅演算子 (en) の組み合わせを通して場を演算子へ変換することができる。場の演算子 (en) はその理論の量子状態に作用する。最も低いエネルギー状態は真空状態と呼ばれる。場を演算子へと変換するこの手続きを第二量子化という。
この手続きは、どんな内部対称性を持った場であろうと、フェルミ粒子またはボース粒子の場であろうと、あらゆる場の理論の量子化へと適用することができる。しかしながら、正準量子化が真空状態の記述は非常に単純であり、多くの異なる真空期待値によって特徴付けられる複雑な真空 (en) を持つことで知られる量子色力学のようないくつかの場の量子論においては容易に利用できない。

### 共変的正準量子化
時空を葉層化 (en) しハミルトニアンを選択する非共変的アプローチを用いることなく、正準量子化を実行する方法が発見されている。この方法は古典的作用に基づいているが、汎関数積分アプローチとは異なっている。
この方法は可能な作用すべてには適用できない（例えば、非因果構造 (en) またはゲージフロー (en) を伴うような作用）。それは、配位空間に渡るすべての（滑らかな）反関数の古典的代数から始まる。この代数はオイラー＝ラグランジュ方程式により生成されるイデアルによって商演算される。ここで、この商代数 (en) は、パイエルス括弧 (en) と呼ばれる作用から導出可能なポアソン括弧式を導くことによって、ポアソン代数へ変換される。そのとき、このポアソン代数は正準量子化における場合と同じ方法で{\displaystyle \hbar }変形されているである。
実際、ゲージフローを持つ作用を量子化する方法は存在する。これには、BRST形式 (en) の拡張であるBatalin-Vilkovisky形式 (en) などがある。

### 変形量子化
詳細はワイル量子化 (en) 、モヤル括弧 (en) 、モヤル積または星積 (en) 、および量子特性関数 (en) を参照のこと。

### 幾何学的量子化
詳細は幾何学的量子化 (en) を参照のこと。

### ループ量子化
詳細はループ量子重力理論を参照のこと。

### 経路積分量子化
古典力学の理論は、作用の汎関数変分について極値を取るような配位を持つ作用によって与えられる。古典力学の系の量子力学的記述は、経路積分の手段によって系の作用から構築することもできる。

### 量子統計力学アプローチ
詳細は不確定性原理を参照のこと。

### シュウィンガーの変分アプローチ
詳細はシュウィンガーの変分アプローチ (en) を参照のこと。